# Alexandre-Robert de Cocquéau
Alexandre-Robert de Cocquéau (Bergen, 2 december 1768 - 11 oktober 1857), ook de Cocquéau des Mottes, was een Zuid-Nederlands edelman.

## Geschiedenis
- In 1739 werd door keizer Karel VI adelsbevestiging, of indien nodig adelverheffing, verleend aan Louis Cocquéau, heer van Audenaerdchen, Westbrouck en Bisselingen.
- Pierre-François de Cocquéau, zoon van de voorgaanade, heer van Westbrouck, was getrouwd met Amélie Francqui.

## Alexander de Cocquéau
- Alexandre-Robert, zoon van Pierre-François, verkreeg in 1825, onder het Verenigd Koninkrijk der Nederlanden, erkenning in de erfelijke adel. Hij trouwde in 1807 met Catherine Mesnage (1774-1851).
  - Jules de Cocquéau des Mottes (1811-1877) trouwde met Marie de Munck (1812-1895). Ze hadden twee dochters.
  - Emmanuel de Cocquéau des Mottes (1813-1895) trouwde met Jeanne de Munck (1819-1882). Ze hadden drie kinderen, met afstammelingen tot heden.